# Икономически стимул
В икономиката стимул означава използването на монетарна или фискална политика (или стабилизационна политика като цяло) за стимулиране на икономиката.
„Държавните стимули“ имат специфично място в Кейнсианската икономика и идеята, че правителствените разходи върху държавни проекти, могат да генерират икономически растеж при рецесия. Стимулът може да бъде асоцииран също така и към монетарните политики, като например понижаване на лихвените проценти и количественото смекчаване.
|  | Тази страница частично или изцяло представлява превод на страницата Stimulus (economics) в Уикипедия на английски. Оригиналният текст, както и този превод, са защитени от Лиценза „Криейтив Комънс – Признание – Споделяне на споделеното“, а за съдържание, създадено преди юни 2009 година – от Лиценза за свободна документация на ГНУ. Прегледайте историята на редакциите на оригиналната страница, както и на преводната страница, за да видите списъка на съавторите. ВАЖНО: Този шаблон се отнася единствено до авторските права върху съдържанието на статията. Добавянето му не отменя изискването да се посочват конкретни източници на твърденията, които да бъдат благонадеждни. |